# Filip Ożarowski
Filip Stanisław Ożarowski ps. „Mietlica” (ur. 30 kwietnia 1922 we wsi Zasmyki k. Kowala na Wołyniu, zm. 13 września 2019 w Chicago) – członek polskiej samoobrony na Wołyniu, żołnierz Armii Krajowej i Wojska Polskiego, więzień sowieckich łagrów, pisarz, dokumentalista.

## Życiorys
Po ukończeniu szkoły podstawowej został uczniem Państwowej Szkoły Rolniczej. W 1943 r. zgłosił się jako ochotnik oddziału partyzanckiego por. Władysława Czermińskiego ps. „Jastrząb”, broniącego polskiej ludności wiejskiej przed atakami nacjonalistów ukraińskich z OUN-UPA. W 1944 r. w szeregach 27 Wołyńskiej Dywizji Piechoty Armii Krajowej brał udział w Akcji „Burza”. Aresztowany przez NKWD i zesłany do łagru w obwodzie tulskim. Po zwolnieniu z łagru walczył jako żołnierz 1 Brygady Artylerii Armat, wchodzącej w skład I Armii Wojska Polskiego. W 1945 r. przeszedł szlak bojowy od Warszawy, poprzez Wał Pomorski, do Berlina. W latach 1945–1946 ponownie więziony przez władze komunistyczne. W 1961 r. wyjechał wraz żoną i trójką dzieci do Chicago w USA, gdzie zamieszkał na stałe, pracując jako kreślarz i projektant. Był autorem kilku książek, wydanych językach polskim i angielskim, opisujących ludobójstwo Polaków na Wołyniu. Pochowany na cmentarzu Wszystkich Świętych w Chicago.

## Twórczość
- Gdy płonął Wołyń (1995)[4]

- Wolyn aflame (1997, w języku angielskim)[5]

- Wołyńska Grenada (2016)[6]

## Odznaczenia
- Krzyż Oficerski Orderu Odrodzenia Polski (2008)[7][8]
- Medal „Pro Patria” (2013)[9]